# Pifülka
 (mai 2024).
La pifülka, également appelée pifïlka, pivilka ou pifilca[réf. souhaitée], est un aérophone de la famille des flûtes semblable à un sifflet. C'est un instrument traditionnel du peuple mapuche, avec un corps cylindrique allongé, en bois ou en pierre, plus rarement en métal, parfois décoré de figures anthropomorphes ou zoomorphes stylisées .On trouve cet instrument de la zone centrale du Chili aux provinces argentines de Río Negro et Neuquén en Patagonie.

## Description

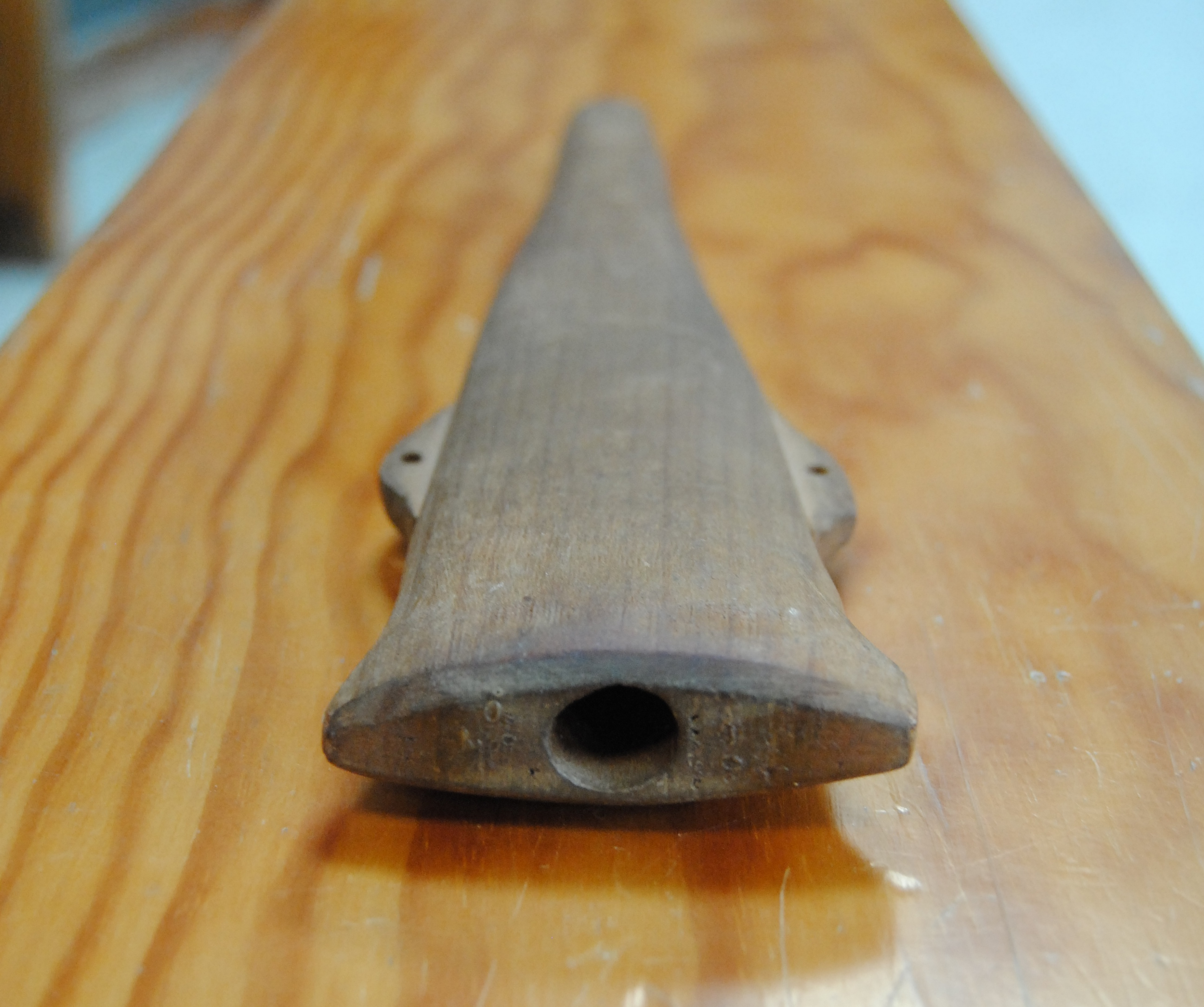
Vue de l'embouchure

Il s'agit d'un aérophone semblable à la flûte avec un tube est fermé à son extrémité inférieure et dont la partie centrale présente généralement une seule perforation comme embouchure, bien que dans certains cas il puisse en avoir plusieurs.
Il est généralement fait de bois, bien qu'on ai déjà retrouvé des instruments plus anciens construits à partir d'autres matériaux comme la pierre ou l'os.
Il est construit en sculptant un morceau de bois de trente ou quarante centimètres de long environ, généralement à partir du bois d'espèces végétales endémiques de la Patagonie (raulí, fitzroya, lingue) ou de pin. Le tube est perforé dans le sens de la longueur, environ sur la moitié de sa largeur.
L'instrument ne possèdant pas de trous d'harmonie lui permettant de générer d'autres tonalités, il émet une seule note qui est mêlée à la chanson ou à l'ensemble instrumental sans relation rythmique.
Il peut également avoir deux poignées sur ses côtés extérieurs qui permettent d'ajouter un cordon (le plus souvent en laine) pour le suspendre. Son esthétique générale varie selon les fabricants et les régions.

## Usages
Les Mapuche utilisent généralement les pifülkas, ainsi que les trutrukas, pour encourager et donner de l'énergie aux danseurs de lonkomeo (danse rituelle masculine) lors de la cérémonie annuelle de fertilité du nguillatún.
D'autre part, par effet de syncrétisme, certains musiciens et danseurs connus sous le nom de chinos utilisent des pifülkas lors de cérémonies où ils expriment leur foi à la Vierge Marie et à l'Enfant Jésus.